# Cratere Hepworth
Hepworth  è un cratere sulla superficie di Venere. Deve il suo nome a Barbara Hepworth, scultrice inglese del XX secolo.